# Арсеньев, Дмитрий Николаевич (хоккеист)
Дми́трий Никола́евич Арсе́ньев (род. 8 февраля 1978, Тверь, РСФСР, СССР) — российский хоккеист. Защитник сборной России по сурдохоккею. Чемпион зимних Сурдлимпийских игр (2015), заслуженный мастер спорта России. Победитель и призёр чемпионатов России по хоккею с шайбой (спорт глухих)
Член сурдлимпийской сборной команды России с 2003 года. Тренируется в ГБОУ ДОД ДЮСШОР по хоккею.

## Награды и спортивные звания
- Почётная грамота Президента Российской Федерации (8 апреля 2015 года) — за выдающийся вклад в повышение авторитета Российской Федерации и российского спорта на международном уровне и высокие спортивные достижения на XVIII Сурдлимпийских зимних играх 2015 года[2].
- Знак Губернатора Тверской области «Во благо земли Тверской» (14 апреля 2015 года)[3]
- Заслуженный мастер спорта России (2007).